# Sukamaju (Talang Ubi)
Sukamaju is een bestuurslaag in het regentschap Muara Enim van de provincie Zuid-Sumatra, Indonesië. Sukamaju telt 1215 inwoners (volkstelling 2010).